# Даяна Росс
Дая́на Росс (Diana Ross) повне ім'я Даян Ернестін Ерл Росс (Diane Ernestine Earle Ross; нар.26 березня 1944, Детройт, Мічиган, США) — американська вокалістка, продюсерка та акторка. Здобула популярність як солістка вокального гурту The Supremes, що стала найуспішнішим гуртом лейблу Motown у 1960-х роках й однією з найбільш продаваних жіночих груп усіх часів. The Supremes залишаються найкращою жіночою групою в історії, маючи загалом дванадцять хіт-синглів номер один в американському Billboard Hot 100, включно з «Where Did Our Love Go», «Baby Love», «Come See About Me», «Stop! In the Name of Love», and «Love Child».

## Життя та кар'єра
З дитинства Даяна почала співати у церковному хорі, а під час навчання у середній школі приєдналась до тріо The Primettes. Це тріо записувалося для фірми «Lu-Pine», але після укладання угоди 1961 року з «Motown Records» змінило свою назву на The Supremes. На ранніх записах цього гурту Даяна Росс співала лише в акомпануючому хорі, проте 1964 року власник «Motown» Беррі Горді зробив з неї головну вокалістку гурту. Цю роль Даяна виконувала наступних шість років, до того ж 1967 року платівки виходили під назвою гурту Diana Ross & The Supremes.
Незадовго до завершення кар'єри The Supremes Росс дебютувала як сольна виконавиця. Беррі Горді здійснював щільну опіку над кар'єрою співачки, однак плітки свідчили, що зв'язок між артисткою та її менеджером носить не лише музичний характер.
Наприкінці 1969 року було проголошено про розрив зв'язків співачки з гуртом The Supremes, а в січні наступного року відбувся їх прощальний концерт.
Першим сольним бестселером Росс став сингл «Ain't No Mountain High Enough», записаний наприкінці 1970 року. У квітні 1971-го Даяна одружилась з бізнесменом Робертом Сілберстейном. Цей шлюб протримався п'ять років, а розлучення супроводжувала чергова хвиля пліток на тему любовного зв'язку між Росс та Горді.
Під впливом успіху типово розважальних синглів співачки фірма «Motown» вирішила розширити її естрадне амплуа. 1971 року Даяна дебютувала у власній телепрограмі «Diana!», а наступного року зіграла роль джазової співачки Біллі Холідей у фільмі «Lady Sings The Blues» (1972, режисер Сідні Ф'юері). На цю роль Даяна отримала неоднозначну реакцію критиків, проте наступні ролі у фільмах «Mahogany» (1975, режисер Беррі Горді) та «The Wiz» (1978, режисер Сідні Льюмет) взагалі були прохолодно зустрінуті рецензентами.
1973 року з'явився спільний альбом Даяни з Марвіном Гейєм, хоча записувався він нібито окремо, а пізніше був змікшований за допомогою студійної техніки. Твір «Touch Me In The Morning» а також заглавна музична тема з фільму «Mahoganu» потрапили 1975 року на вершину американського чарту. Сингл «Love Haugover», що з'явився 1976 року виказував вплив на співачку музики диско, що підтвердив альбом «Diana», і продюсований Нелом Роджерсом та Бернардом Едвардсом з гурту Chic. У ці часи Росс була героїнею мас-медіа, а інформація про її роман з музикантом гурту Kiss Джином Сіммонсом потрапила на перші шпальти багатьох газет. З'явились також чутки про неоднозначний зв'язок Даяни з Майклом Джексоном, промоцію якому співачка почала робити у 1960-х роках.
1981 року після багатьох пліток Росс залишила фірму «Motown» і уклала угоду з «RCA» на американському музичному ринку та з «Capitol» в інших країнах. Також вона утворила власну продюсерську фірму, а інтерпретації творів «Why Do Fools Fall In Love» Френкі Лаймона та «Muscles» Майкла Джексона закріпили позиції співачки у поп-диско стилі. У серпні 1981 року на вершину американського чарту піднялась (і трималась дев'ять тижнів) записана разом з Лайнолом Річі пісня «Endless Love», що походила з однойменного фільму.
У вересні 1984 року чималим успіхом користувалась записана в дуеті з Хуліо Іглесіасом композиція «АІІ Of You». Однак єдиним записом другої половини 1980-х, що дорівнював популярності старим хітам, був твір, присвячений пам'яті Марвіна Гейя «Missing You». Відрадою став успіх у Британії 1986 року синглу «Chain Reaction», авторами та продюсерами якого був гурт Bee Gees, і який успадкував старе звучання The Supremes. Того ж року Росс одружилась з норвезьким суднобудівним магнатом, спростовуючи плітки про відновлення зв'язку з Горді та швидкому поверненню до «Motown».
Надалі сольні концерти Даяни Росс домінували над спорадичними записами співачки. 1989 року співачка все ж повернулась під крило фірми «Motown». Проте записаний 1991 року альбом «Fore Behind The Power» виявився роботою як малосміливою, так і нудною, тож недарма залишився у тіні виданої двома роками раніше збірки найкращих хітів вокалістки.
У квітні 1993 року з'явився концертний альбом «Diana Ross Live — The Lady Sings. Jazz & Blues». Того ж року «Motown» випустила ретроспективний «boxed» «Forever Diana». Восени 1995 року черговий концерт співачки у «Central Park» представив блискучу прем'єру нового хіта кінокомпанії «Disney» -«Pocahontas».

## Дискографія
- 1970: Diana Ross (відомий також як «Reach Out»)
- 1971: Everything Is Everything
- 1971: I'm Still Waiting (відомий також як «Surrender»)
- 1971: Diana! (TV Special)
- 1972: Леді співає блюз (soundtrack)
- 1972: Greatest Hits
- 1973: Touch Me In The Morning
- 1973: Live At Ceasar's Palace
- 1973: Diana Ross & Marvin Gaye
- 1973: Last Time I Saw Him
- 1976: Diana Ross
- 1976: Greatest Hits 2
- 1977: An Evening With Diana Ross
- 1977: Baby It's Me
- 1978: Ross
- 1979: The Boss
- 1979: 20 Golden Greats
- 1980: Diana
- 1981: To Love Again
- 1981: All The Greatest Hits
- 1981: Why Do Fools Fall In Love?
- 1982: Silk Electric
- 1982: Diana's Duets
- 1982: Love Songs
- 1983: Ross
- 1983: Anthology
- 1983: Portrait
- 1983: The Very Best Of Diana Ross
- 1984: Swept Away
- 1985: Eaten Alive
- 1986: All The Great Love Songs
- 1986: Diana Ross, Michael Jackson, Gladys Knight, Stevie Wonder — Their Very Best Back To Back
- 1987: Red Hot Rhythm & Blues
- 1989: Workin' Overtime
- 1989: Greatest Hits Live
- 1991: The Force Behind The Power
- 1992: Motown's Greatest Hits
- 1993: Lady Sings Jazz & Blues
- 1993: One Woman — The Ultimate Collection
- 1993: Christmas in Vienna
- 1993: Forever Diana Musical Memoris
- 1994: Diana Extended — The Remixes
- 1994: A Very Special Season
- 1995: Take Me Higher
- 1995: Anthology
- 1995: Best Of Diana Ross & The Supremes
- 1997: Greatest Hits — The RCA Years
- 1995: Gone
- 1996: Voice Of The Heart
- 1996: I Will Survive
- 1996: If You're Not Gonna Love Me Right
- 1996: In The Ones You Love
- 1999: Until We Meet Again
- 1999: Sugarfree
- 1999: Not Over You Yet
- 2001: Goin' Back
- 2005: When You Tell Me That You Love Me (дует з Westlife)
- 2006: I've Got a Crush on You (дует з Родом Стюартом)